# Krone der Schöpfung

Stammbaum der Wirbeltiere (Ernst Haeckel, 1905)

Krone der Schöpfung ist eine – heute häufig nur noch ironisch verwendete – Bezeichnung für den Menschen. Mögliche Ursprünge liegen im antiken Griechenland und im Alten Testament.

## Antike
Das Entstehen der Redensart lässt sich bis zu der Scala Naturae des Aristoteles, also auf ganz frühe Versuche, die belebte und die unbelebte Natur systematisch zu ordnen, zurückführen. Die am kompliziertesten erscheinenden Lebewesen wurden als die am höchsten stehenden Lebensformen eingestuft, und so setzte sich der Mensch als „Krönung“ der Schöpfung an die oberste Stelle des Systems.

## Altes Testament
Der Schöpfungsgeschichte im 1. Buch Mose zufolge wurde zunächst das Gestein, dann die Pflanzen, die Tiere und schließlich – als Schlusspunkt der Schöpfung – der Mensch erschaffen, der sich – gleich einem gekrönten Haupt – die Erde „untertan“ machen und „herrschen“ soll „über die Fische im Meer und über die Vögel unter dem Himmel und über alles Getier, das auf Erden kriecht“ (1 Mos 1,28 ).
Die Formulierung Krone der Schöpfung kommt in der Bibel nicht vor. Allenfalls kann ein vager Bezug hergestellt werden zu Ps 8,6 , der als Lob des Menschen in Form einer Ansprache Davids an JHWH überliefert ist: „Du hast ihn wenig niedriger gemacht als Gott, mit Ehre und Herrlichkeit hast du ihn gekrönt.“

## 18. und 19. Jahrhundert
Im neuzeitlichen Europa wurde diese von der biblischen Schöpfungsgeschichte gestützte Abstufung der Lebensformen aufgegriffen. Sie findet sich in abgewandelter Form in vielen evolutionären Stammbäumen des 18. und 19. Jahrhunderts wieder. Mit dem Aufkommen der Evolutionstheorie differenziert sich das Bild eines Stammbaumes des Menschen. Aus der Sicht der Evolutionsforschung heute existiert keine ausgezeichnete Art, die sich als „Krone der Schöpfung“ von den anderen abhebt.

## Gegenwart
Nachdem im April 2007 in der Fachzeitschrift Science das Ergebnis der detaillierten DNA-Sequenzierung des Rhesusaffen-Genoms bekannt gegeben worden war, wurde es erstmals möglich, die beiden zuvor schon sequenzierten Genome von Mensch und Schimpanse mit dem eines entfernter verwandten Primaten zu vergleichen. Demnach stimmen 93,5 % der DNA-Basenpaare des Rhesusaffen mit denen des Menschen überein und 98 % der Basenpaare von Mensch und Schimpanse. Ein Vergleich von 13.888 Genen des Menschen, des Schimpansen und des Rhesusaffen ergab jedoch, dass 233 Schimpansen-Gene, aber nur 154 Gene des Menschen sich so stark von den Rhesusaffen-Genen unterscheiden, dass sie veränderte Proteine kodieren. Dies bedeutet, dass sich die Schimpansen im Verlauf der Stammesgeschichte quantitativ weiter von den gemeinsamen Vorfahren von Schimpansen und Menschen entfernt haben als der Mensch. Die Fachzeitschrift New Scientist schrieb hierzu: „Tatsache ist, dass Schimpansen die höher entwickelte Art sind.“
Die Philosophen Paola Cavalieri und Peter Singer gehen als Initiatoren des Great Ape Project so weit, dass die Menschenrechte auf Orang-Utans, Gorillas und Schimpansen auszudehnen seien.

## Musikalische Verwendung
1999 komponierte Udo Jürgens in Zusammenarbeit mit seinem Texter Thomas Christen die rund 16-minütige sinfonische Dichtung, Die Krone der Schöpfung, die er mit den Berliner Philharmonikern aufnahm. Das 2021 veröffentlichte 12. Studioalbum von den Prinzen sowie die im gleichen Jahr veröffentlichte gleichnamige Single trägt ebenfalls diesen Titel. In beiden Fällen wird die Bezeichnung dafür genutzt, um sich mit dem Fehlverhalten der Menschen ggü. unserer Erde gesellschaftskritisch auseinanderzusetzen.

## Belege
1. ↑  Richard A. Gibbs et al.: Evolutionary and Biomedical Insights from the Rhesus Macaque Genome. In: Science. Band 116, Nr. 5822, 2007, S. 222–234, doi:10.1126/science.1139247.
2. ↑  Margaret A. Bakewell, Peng Shi und Jianzhi Zhang: More genes underwent positive selection in chimpanzee evolution than in human evolution. In: PNAS. Band 104, Nr. 18, 2007, S. 7489–7494, doi:10.1073/pnas.0701705104.
3. ↑  „The fact is, chimpanzees are the more highly evolved species.“ Zitiert aus: Who is the most refined ape of them all? In: New Scientist. Band 194, Nr. 2600, 2007, S. 17, doi:10.1016/S0262-4079(07)60972-5.
4. ↑  Paola Cavalieri und Peter Singer: Menschenrechte für die Großen Menschenaffen: Das Great Ape Projekt. Goldmann, München 1994, ISBN 978-3-44230613-8.
5. ↑  Udo Jürgens und die Berliner Philharmoniker - Die Krone der Schöpfung - hitparade.ch. Abgerufen am 27. April 2025.
6. ↑  Die Prinzen - Krone der Schöpfung. Abgerufen am 27. April 2025.